# Boroaia
Boroaia – wieś w Rumunii, w okręgu Suczawa, w gminie Boroaia. W 2011 roku liczyła 1945 mieszkańców.